# Konny Looser
Konny Looser (né le 6 mars 1989) est un coureur cycliste suisse. Spécialiste du VTT, il pratique également le cyclo-cross.

## Vie privée
En février 2020, Konny Looser se marie avec la cycliste namibienne Vera Adrian,.

## Palmarès en VTT

### Championnats d'Europe
- Montebelluna 2010
  -  Champion d'Europe de cross-country marathon espoirs[3]
- Kleinzell 2011
  - 9e du cross-country marathon

### Championnats nationaux
- 2017
  -  Champion de Suisse de cross-country marathon
- 2018
  - 3e du cross-country marathon
- 2022
  -  Champion de Suisse de cross-country marathon